# Visibaba
Visibaba (lat. Galanthus) je rod biljaka iz porodice Amaryllidaceae, s oko 20 vrsta. Visibabe su jedna od proljetnica što najranije cvate. Udomaćene su u  Europi i Aziji. U Hrvatskoj je zakonom zaštićena

## Opis
Visibaba, (rod Galanthus), rod od oko 20 vrsta bijelih cvjetnih euroazijskih biljaka iz porodice zvan ikovki (Amaryllidaceae). Nekoliko vrsta, uključujući običnu visibabu (Galanthus nivalis) i “divovsku visibabu” (G. elwesii), uzgajaju se kao ukrasne biljke zbog svojih kimastih, ponekad mirisnih cvjetova. Obično su najranije vrtno cvijeće koje procvate u kasnu zimu ili rano proljeće, ponekad izbijajući dok je snijeg još na tlu.
Visibabe su male višegodišnje biljke s lukovicama i bazalnim linearnim listovima. Mali cvjetovi sastavljeni su od šest bijelih latica (nediferenciranih latica i čašica); tri vanjske latice su duge i zakrivljene, a unutarnje latice su male i urezane. Plod je čahura i nosi sjemenke s karakterističnim elaiosomima u obliku kuke (masne strukture sjemena) koje privlače mrave da se rasprše. Biljka odumire ubrzo nakon otvaranja plodova. Cvjetna stapka je obavijena tankim zelenim listićem, poput košuljice, a na vrhu se nalazi bijeli cvjetić. Vrhovi triju unutarnjih latica su zelenkasti i zelenkasto pjegavi. Cvjetovi su obješeni, jednostavni ili puni. Dijeli se lukovicama u svibnju i lipnju.

## Nazivi
Visibaba se još zove i dremuljka, bablji klimpač, cinglica, mali zvonček, podremušak, dremovac, debeloglavka.

## Vrste
Na popisu je 24 priznata vrsta
1. Galanthus alpinus Sosn.
2. Galanthus angustifolius Koss
3. Galanthus artjuschenkoae Gabrieljan
4. Galanthus bursanus Zubov, Konca & A.P.Davis[3]
5. Galanthus cilicicus Baker
6. Galanthus elwesii Hook.f.
7. Galanthus fosteri Baker
8. Galanthus gracilis Celak.
9. Galanthus ikariae Baker
10. Galanthus koenenianus Lobin, C.D.Brickell & A.P.Davis
11. Galanthus krasnovii Khokhr.
12. Galanthus lagodechianus Kem.-Nath.
13. Galanthus lebedevae Timukhin & Tuniyev
14. Galanthus nivalis L.
15. Galanthus panjutinii Zubov & A.P.Davis
16. Galanthus peshmenii A.P.Davis & C.D.Brickell
17. Galanthus platyphyllus Traub & Moldenke
18. Galanthus plicatus M.Bieb.
19. Galanthus reginae-olgae Orph.
20. Galanthus rizehensis Stern
21. Galanthus samothracicus Kit Tan & Biel
22. Galanthus transcaucasicus Fomin
23. Galanthus trojanus A.P.Davis & Özhatay
24. Galanthus woronowii Losinsk.
25. Galanthus ×allenii Baker
26. Galanthus ×valentinei Beck

## Sinonimi
- Acrocorion Adans.
- Chianthemum Siegert ex Kuntze
- Erangelia Reneaulme ex L.

## Vanjske poveznice
- Cvijeće - visibaba  Arhivirana inačica izvorne stranice od 23. lipnja 2007. (Wayback Machine)
- Galanthus nivalis
- Visibaba Gorila  Arhivirana inačica izvorne stranice od 15. listopada 2014. (Wayback Machine)
- HPD Visibaba
- Behar Vsibaba